# Aeroporto Internacional Simón Bolívar
O Aeroporto Internacional de Maiquetía - Simón Bolívar (IATA: CCS, ICAO: SVMI) (Aeropuerto Internacional de Maiquetia Simón Bolívar, em espanhol) é o principal aeroporto da Venezuela. Está localizado em Maiquetía, Venezuela, distante 32 quilômetros do centro de Caracas, a capital da Venezuela. Suas coordenadas são 10° 36' 11" N 66° 59' 26" O
Chamado simplesmente de 'Maiquetía' pela população local, este é o mais importante aeroporto entre os vinte aeroportos internacionais da Venezuela. O Aeroporto Simón Bolívar é o principal hub da Aeropostal.
Conta com voos para importantes cidades da América, Caribe, Europa e Oriente Médio.

## Estatísticas
| Tráfego de passageiros | Tráfego de passageiros |
| ---------------------- | ---------------------- |
| 2005                   | 7.079.634              |
| 2006                   | 6.775.583              |
| 2007                   | 8.357.446              |
| 2015                   | 12.000.000             |

## Companhias aéreas e destinos

### Destinos
| Companhias                       | Cidades | Aliança       |
| -------------------------------- | --- | ------------- |
| Aeropostal 6 destinos            | Domésticos (6): Ciudad Guayana / Barquisimeto / Cumaná / Maracaibo / Maturín / Porlamar | N/A           |
| Avior Airlines 2 destinos        | Domésticos (2): Barcelona / Valência | N/A           |
| Conviasa 20 destinos             | Domésticos (13): Barinas / Ciudad Guayana / Coro / Cumaná / El Vigía / La Fria / Maracaibo / Maturín / Porlamar / Puerto Ayacucho / San Fernando de Apure / San Tomé / Santo Domingo del Táchira Internacionais (7): Bogotá / Buenos Aires / Cidade do Panamá / Havana / Madri / Porto de Espanha / St. George's | N/A           |
| Estelar Latinoamérica 3 destinos | Domésticos (3): Cumaná / Porlamar / Santo Domingo del Táchira Internacional (1) Madrid (Com Iberojet) | N/A           |
| LASER Airlines 8 destinos        | Domésticos (5): Barcelona / El Vigía / La Fria / Maracaibo / Porlamar Internacionais (4): Cidade do Panamá / Bogotá / Santo Domingo / Madrid | N/A           |
| RUTACA Airlines 7 destinos       | Domésticos (5): Barcelona / Ciudad Guayana / La Fria / Porlamar / Santo Domingo del Táchira Internacionais (2): Punta Cana / Willemstad | N/A           |
| Venezolana 6 destinos            | Domésticos (3): Maracaibo / Maturín / Porlamar Internacionais (3): Cidade do Panamá / Porto de Espanha / Santo Domingo | N/A           |
| Air Europa 1 destino             | Internacional (1): Madri | SkyTeam       |
| Avianca 1 destino                | Internacional (1): Bogotá | Star Alliance |
| Caribbean Airlines 1 destino     | Internacional (1): Porto de Espanha | N/A           |
| Copa Airlines 1 destino          | Internacional (1): Cidade do Panamá (Suspenso desde Julho de 2024) | Star Alliance |
| Cubana de Aviación 1 destino     | Internacional (1): Havana | N/A           |
| Iberia 1 destino                 | Internacional (1): Madri | Oneworld      |
| TAP Portugal 1 destino           | Internacional: (2) Lisboa (Vía FNC) Lisboa (Voo direto) | Star Alliance |
| Turkish Airlines 1 destino       | Internacional (1): Istanbul (Vía HAV) | Star Alliance |
| Wingo 1 destino                  | Internacional (1): Bogotá | N/A           |

### Destinos de carga
- Aeropostal
- Air France
- Arrow Air
- Atlas Air
- Avianca Cargo
- Cielos del Perú
- Conviasa
- DHL Aviation
- Gemini Air Cargo
- Líneas Aéreas Suramericanas
- Martinair
- MasAir
- Santa Bárbara Airlines

### Companhias aéreas que já operaram
- Aeroperu (Lima) cessou operação em 10 de março de 1999
- Aeroméxico (Cidade do México) cessou operação em março de 2015
- Air Canada (Toronto) cessou operação em fevereiro de 2015
- Alitalia (Roma) cessou operação em fevereiro de 2015
- Avianca Costa Rica (San José) cessou operação em março de 2015
- British Airways (Bogotá, Londres-Gatwick) suspendido em 6 de fevereiro de 2005
- BWIA (Port of Spain, Barbados)
- Eastern Air Lines (Miami) transferido para a American Airlines em 1990
- Ecuatoriana (Quito, Guayaquil, Nassau, Miami) cessou operação em 2001
- Gol Linhas Aéreas Inteligentes (São Paulo) cessou operação em 2016
- KLM Royal Dutch Airlines (Amsterdã)
- LATAM Airlines (Santiago) cessou operação em 2016
- LATAM Brasil (São Paulo) cessou operação em 2016
- Lloyd Aereo Boliviano (Bogotá, Santa Cruz de la Sierra)
- Lufthansa (Frankfurt) cessou operação em março de 2015
- Pan Am (Miami) cessou operações em 4 de dezembro de 1991 devido falência
- Saeta (Quito, Guayaquil, Miami) cessou operação em fevereiro de 2000
- United Airlines (Miami, Newark)serviço interrompido em 7 de janeiro de 2003
- VIASA (Bogotá, Buenos Aires-Ezeiza, Guayaquil, Houston-Intercontinental, Nova Iorque-JFK, Lima, Miami, Quito, Rio de Janeiro, São Paulo, Santo Domingo, Santiago de Chile, San Juan, Toronto, Frankfurt, Madrid, Roma, Lisboa, Paris, Londres) cessou operações em janeiro de 1997 devido falência

## Voos para o Brasil
O Aeroporto possuía um voo diário para São Paulo, Guarulhos, operados por modernos Airbus A320 configurados em classe executiva e econômica da companhia aérea brasileira LATAM Airlines Brasil, e por modelos Boeing 737 através da Gol Linhas Aéreas Inteligentes. Porém, as rotas foram canceladas devido à crise econômica na Venezuela no ano de 2016. A Cidade de Manaus também possuía voos para Caracas com a Avior Airlines com o Boeing 737, porém o voo foi suspenso durante a pandemia, e nunca mais retornou desde então. 